# Mia Tyler
Mia Abagale Tallarico (più nota come Mia Tyler; Hanover, 22 dicembre 1978) è una stilista e attrice statunitense.

## Biografia
Mia è figlia di Steven Tyler, cantante degli Aerosmith, e dell'attrice Cyrinda Foxe. All'età di 8 anni scopre di avere una sorella nata dall'unione tra il padre e Bebe Buell, Liv Rundgren, poi successivamente chiamata Liv Tyler, anch'ella poi diventata una celebre attrice. Nel 1987 i suoi genitori divorziano e nel 1990 si trasferisce con la madre a New York. Dopo aver seguito corsi di recitazione ed aver preso parte ad alcune serie televisive, intraprende la carriera da stilista, lavorando per grandi marchi come MxM. Nel 2002 perde la madre Cyrinda a causa di un tumore al cervello e nello stesso anno sposa Dave Buckner, musicista del gruppo Papa Roach, dal quale poi divorzia nel 2005.